# Joseph-Wittig-Museum

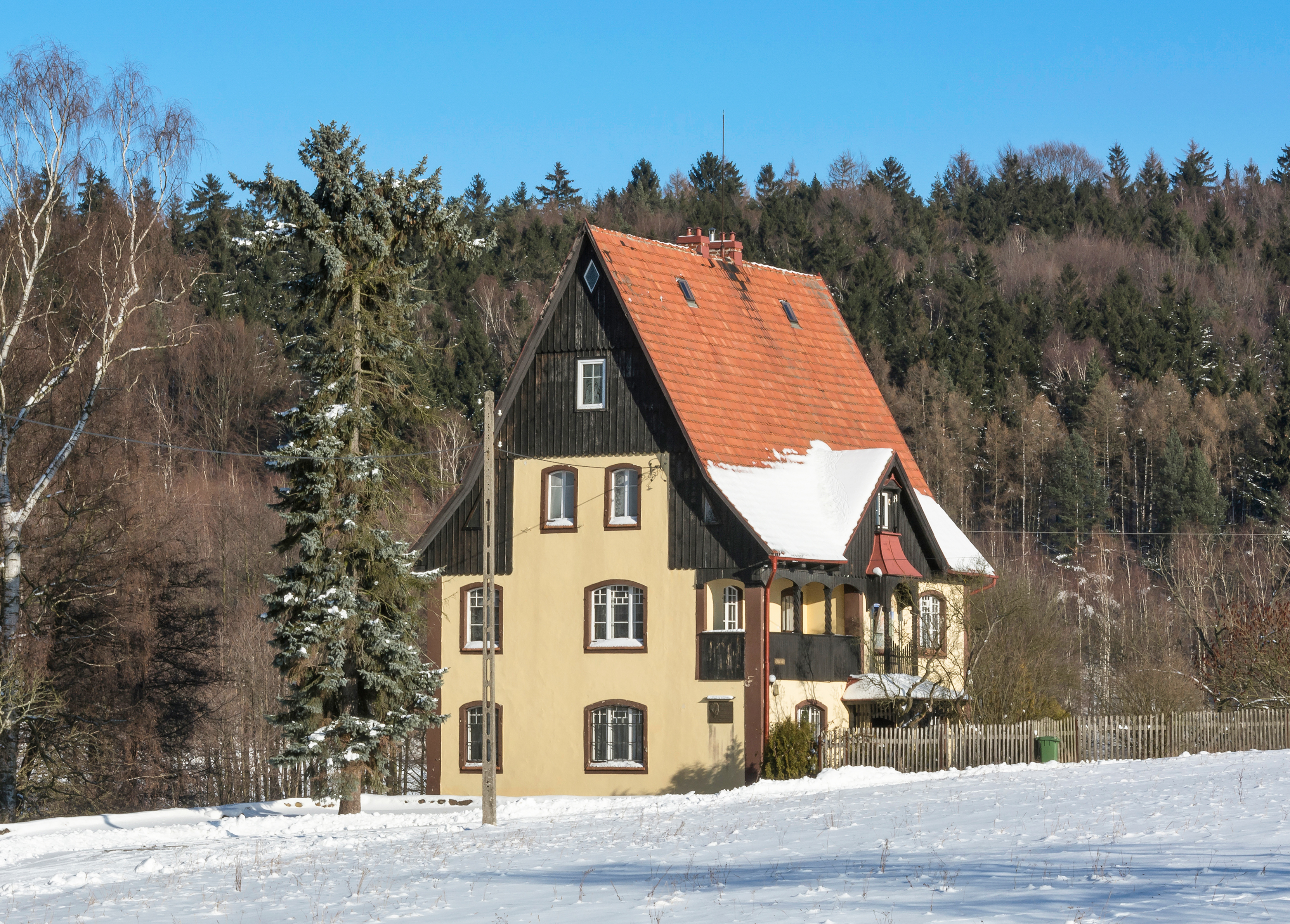
Wittig-Museum

Das Joseph-Wittig-Museum befindet sich im früheren Wohnhaus des Heimatdichters Joseph Wittig (1879–1949) in Neusorge, jetzt Ortsteil von Nowa Ruda (Neurode), in der Woiwodschaft Niederschlesien in Polen.
Joseph Wittig, Katholischer Theologe und Heimatdichter aus der Grafschaft Glatz, legte am 19. Juni 1926 den Grundstein für das von ihm entworfene Haus auf elterlichem Grundstück. Das Ende des Zweiten Weltkriegs 1945 hatte die Vertreibung der einheimischen deutschen Bevölkerung zur Folge. 1946 verließ Joseph Wittig und seine Familie das Haus.
Das Joseph-Wittig-Museum wurde am 8. Mai 1997 eröffnet. Ein Ausstellungsraum ist der Biographie des Dichters gewidmet, in einem anderen Raum, einem ehemaligen Büro, wurde die frühere Innenausstattung anhand von Archivfotos rekonstruiert.